# Miroslav Drobňák
Miroslav Drobňák (29 de maio de 1977) é um futebolista profissional eslovaco que atua como meia.

## Carreira
Miroslav Drobňák representou a Seleção Eslovaca de Futebol, nas Olimpíadas de 2000. 